# 헬완 대학교
헬완 대학교(아랍어:جامعة حلوان, 영어:Helwan Governorate)는 이집트 헬완 주 헬완에 있는 공립대학교다. 1975년 설립됐다.

## 같이 보기
- 이집트의 교육